# 黒崎佐吉
黒崎 佐吉（くろさき さきち、1825年〈文政8年〉 - 1855年11月8日〈安政2年9月29日〉）は、二十山部屋及び阿武松部屋に所属した力士。

## 経歴
本名は森田 佐吉と伝わっているが不明。身長・体重とも不明。越中国新川郡（現在の富山県富山市）水橋肘崎出身。
最高位は西前頭3枚目。
同郷の劔山谷右エ門を頼って、1846年11月場所で初土俵（二段目〈現在の幕下〉）を踏んだ。1852年2月場所で西十両6枚目（十枚目格）に昇進。1853年2月場所で、7勝2敗1預の優勝相当成績を挙げた。1854年2月場所で新入幕を果たした。翌1854年11月場所では5勝0敗3休2分の土つかずの好成績を残すが、この頃より体調を崩し、次の1855年2月場所は本場所が開催されていた回向院火災により場所自体が中止。そして同年9月29日に現役中のまま巡業先の大坂で死去した。31歳（満30歳没）。取り口は劔山に似ていたと言われ、幕内では負け越しが一度もなかった。また4代二十山を名乗っていた劔山に大変可愛がられ、5代目を継がせる計画もあったと伝わるが、師匠の死（1854年8月26日）から僅か1年余りで後を追う形となってしまった（ちなみに、5代二十山を名乗ったのは、鰐石文藏で1864年10月の事だった）。そう言う意味で早過ぎる死に、周囲からは大変惜しまれた。
幕内通算 3場所 9勝1敗4分6休の成績を残した。優勝相当成績1回（十両時代の1853年2月場所）。
改名歴は4回ある：肘崎 → 倶利加羅 竜八 → 黒崎 佐吉 → 黒崎 左吉 → 黒崎 佐吉。肘崎，倶利加羅（倶利伽羅）の名は郷里に因んでいる。
四股名の通り、色黒の力士として人気を集め、歌川国貞により描かれた浮世絵が現存している。